# Glàndules bulbouretrals
Les glàndules bulbouretrals (en llatí: glandulæ bulbourethrales), també conegudes com a glàndules de Cowper, són dues glàndules exocrines del sistema reproductor masculí dels mamifers. El nom de glàndules de Cowper es deu a l'anatomista i cirurgià anglès William Cowper (c. 1666-1709), qui les va descriure per primera vegada. Són homòlogues a les glàndules de Bartholin de la dona. Aquestes petites glàndules es troben sota de la pròstata i la seva funció és secretar un líquid alcalí que lubrifica i neutralitza l'acidesa de la uretra abans del pas del semen en l'ejaculació. Aquest líquid, anomenat líquid de Cowper, pot contenir espermatozoides (generalment arrossegats) que procedeixen d'ejaculacions anteriors i tenen una mobilitat molt escassa o nul·la, a part de no comptar amb els nutrients de la resta del fluid seminal.